# Harald Plum
 Der er flere personer med dette navn, se Harald Plum (arkitekt).
Harald Skovby Plum (født 30. januar 1881 i Assens, død 24. oktober 1929 på Thorø) var en dansk erhvervsmand. 

## Opvækst og karriere
Harald Plum voksede op i et velhavende købmandshjem i Assens som søn af købmand Niels Munk Plum (1841-1905) og hustru Agnes Nicoline Christiane Skovby (1846-?). Han blev uddannet jurist, men det blev handelen, der tiltrak ham. 1908 stiftede han The Crown Butter Export Co. og i 1916 Transatlantisk Kompagni, der var oppe på at have 127 datterselskaber og afdelinger under sig. Harald Plum var kendt som gullaschbaron og forsynede tropperne på begge sider i Første Verdenskrig med dåsemad af tvivlsom kvalitet.

## Konkurs og selvmord
Den russiske revolution i 1917 var et hårdt slag for Plum, der havde satset på handel med Rusland. Plums selskab gik konkurs i 1922 og trak Landmandsbanken med i faldet, fordi banken havde investeret ca. 600 millioner i kompagniet, hvilket svarer til ca. 17 milliarder nutidskroner.
Plum gik dog relativt uskadt ud af konkursen og gjorde nu The Crown Butter Export Co. og Le Brun til sin base. Firmaet voksede og blev til Nordisk Trust Co., som omfattede tyve firmaer.
De banker, som ydede Plum kredit, blev skeptiske og iværksatte undersøgelser mod Plum. Politiet blev involveret, og i 1929 forelå der anklager om bedrageri, falsk regnskabsaflæggelse, udstedelse af falske obligationer m.m. Aktionærerne mistede ca. 20 millioner kroner (ca. 450 millioner nutidskroner). Som konsekvens deraf begik Harald Plum selvmord på Thorøgård på Torø, inden forhørene startede.

### Hændelsesforløbet
Mandag, den 21. oktober 1929, forsøgte Harald Plum formentlig at begå selvmord, idet han spiste 30 Cibalgin tabletter (sovepiller). Det er hævdet, at Plum kun spiste et mindre antal piller for at dulme smerterne fra den alvorlige sukkersyge, han led af.
To dage senere, den 23. oktober, skød Plum sig to gange i brystet med en revolver. Skuddene var ikke dødbringende. Hans pårørende fandt ham og fjernede revolveren, og en læge ankom og gav Plum en saltvandsindsprøjning.
Dagen efter skød han sig igen i brystet med et andet våben, en Browning-pistol, som han havde gemt i en hemmelig skuffe i sengemøblet. Skuddet var dræbende. Plums læge og hans fætters søn, Preben Plum, bortskaffede våbnene ved at kaste dem i vandet, blev de fundet lørdag den 26. oktober. 
Politirapporten samt obduktionsrapporten, der er udfærdiget på Assens Sygehus søndag den 27. oktober, forefindes og betegner hændelsesforløbet som selvmord. Den senere modedesigner Erik Braagaard var på daværende tidspunkt ansat som tjenerdreng og var også tilstede på øen.

### Konspirationsteorier
På grund af den spektakulære og langtrukne måde at begå selvmord på samt fraværet af et afskedsbrev har der været mange spekulationer om mord. Dette er ofte sammenvævet med konspirationsteorier om, at kongehuset eller H.N. Andersen fra ØK, der var Plums nærmeste konkurrent, skulle have beordret Plum myrdet. Sagføreren Carl Madsen har bl.a. næret disse spekulationer i bogen Fortids møre mure. Teorierne hviler på et løst grundlag og er ikke bekræftet.

## Køb af Thorø
Plum havde købt hele øen Thorø ud for Assens i 1917 og lod Thorøgaard restaurere ved arkitekt Aage Lønborg-Jensen. Haven var tegnet af G.N. Brandt, og i 1926 lod Plum en stor skulptur af Carl Bonnesen, Thors Kamp med Jætterne, opstille på øen. Han havde set skitsen til skulpturen på Charlottenborg Forårsudstilling i 1918 (efter hans notater i "Dagbogsblade") og bad i maj 1921 Bonnesen udføre skulpturgruppen i bronze til opstilling på øen. Efter Plums død blev øen i 1930 solgt til Københavns Kommunelærerforening, der lod monumentet pille ned 1958 og transportere til Odense, hvor det i dag står ved Haustrups Fabrikker. Originalgipsafstøbningen fra 1892 findes på Museum Vestfyn i Assens.
Plum lod også et mausoleum opføre på øen 1926; han blev dog ikke gravsat her og mausolæet blev sløjfet efter 1929. 
I 1929 påbegyndte han byggeriet af Vesterborg, der skulle være et lokalt handels- og søfartsmuseum. Udformningen skulle være en hybrid mellem Rundetårn og Trinitatis Kirke, dog her med tre fløje i tre etager; det var stort tænkt, men byggeriet nåede kun til en etages højde, men det måtte opgives og blev færdiggjort af Københavns Kommunelærerforening. Bygningen er i dag feriekoloni.